# East San Diego
East San Diego es un área no incorporada ubicada en el condado de San Diego en el estado estadounidense de California.

## Geografía
East San Diego se encuentra ubicada en las coordenadas 32°44′58″N 117°6′36″O / 32.74944, -117.11000.